# Adamsville (Alabama)
Pour les articles homonymes, voir Adamsville.
Adamsville est une ville du comté de Jefferson, en Alabama, aux États-Unis.
Elle fait partie de l'agglomération de Birmingham. La maire de la ville est Pal Palmer depuis sa première élection en 2008.

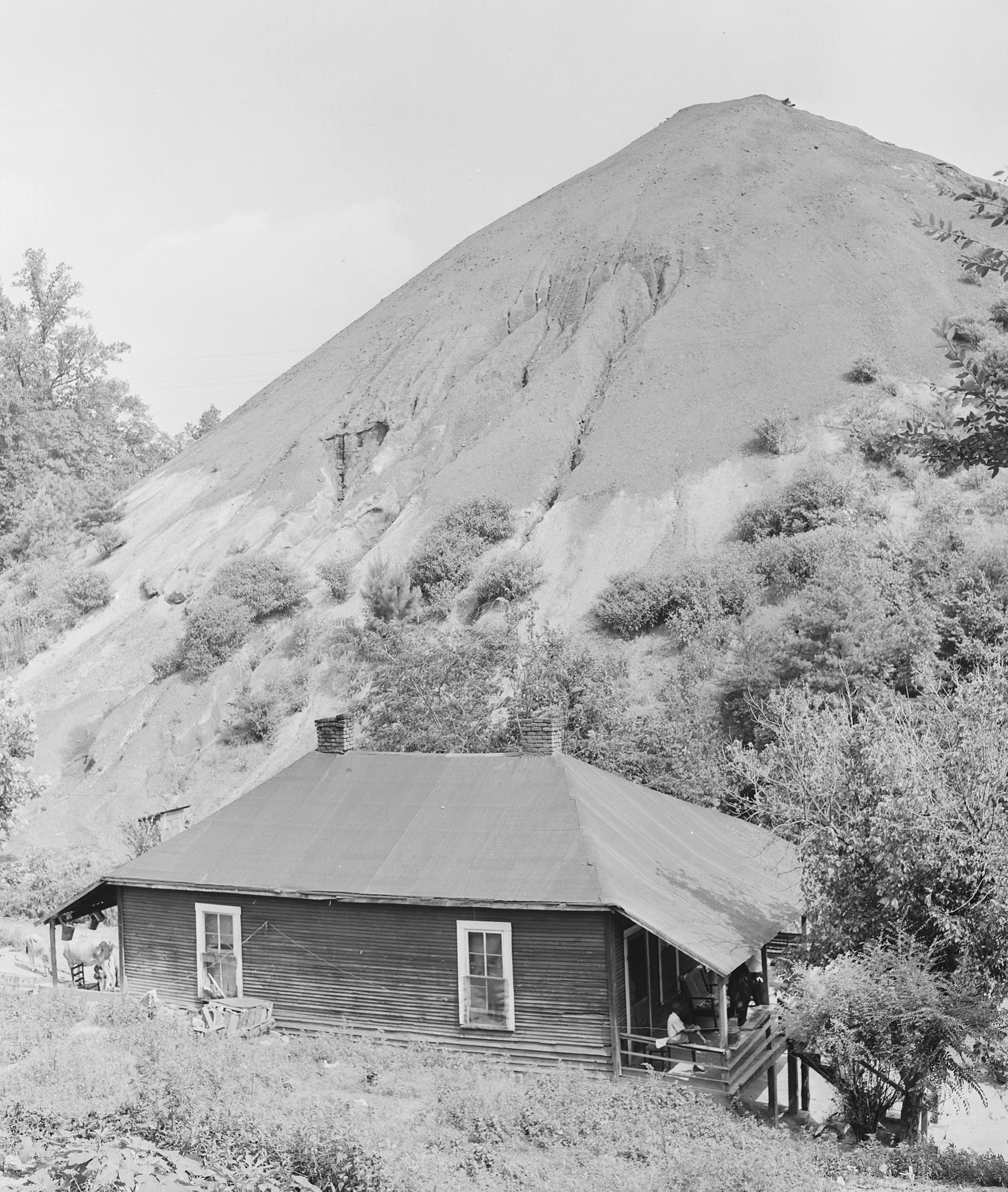
1946

## Personnalités
- Henry E. Erwin (1921-2002), militaire américain, est né à Adamsville.

## Démographie
| 1910 | 1950  | 1960  | 1970  | 1980  | 1990  | 2000  | 2010  |
| ---- | ----- | ----- | ----- | ----- | ----- | ----- | ----- |
| 649  | 1 531 | 2 095 | 2 412 | 2 498 | 4 161 | 4 965 | 4 522 |